# Critérium du Dauphiné 2020
La 72e édition du Critérium du Dauphiné a lieu du 12 au 16 août 2020, après avoir été reportée en raison de la pandémie de Covid-19. La course se déroule sur un format réduit de cinq étapes entre Clermont-Ferrand, entre la chaîne des Puys et la plaine de Limagne, et Megève, dans le massif du Mont-Blanc.
L'épreuve fait partie du calendrier UCI World Tour 2020 en catégorie 2.UWT.

## Présentation

### Parcours
Aucun contre-la-montre n'est au programme de cette édition. Il s'agit d'une première depuis la création de la course en 1947. La première étape qui part de Clermont-Ferrand est la plus longue de la course avec 218,5 kilomètres sur un parcours accidenté dans les monts du Forez. La suite de la course comporte quatre arrivées au sommet, pour les quatre derniers jours (col de Porte, Saint-Martin-de-Belleville et deux fois Megève). Le col de la Madeleine (17 kilomètres de montée à 8,3 % de moyenne) est au programme de la troisième étape. La quatrième étape comprend sept ascensions dont la montée de Bisanne (12 kilomètres à 8,2 % de moyenne). La dernière étape est tracée sur un parcours en boucle à Megève avec quatre difficultés : la côte de Domancy, le col de Romme, le col de la Colombière et la difficile côte de Cordon.
Ainsi, pour la deuxième fois de l'histoire de la course, une ville, Megève, accueille deux arrivées d'étapes. Cela avait déjà été le cas à Megève en 1998.

### Équipes
Vingt-trois équipes participent à ce Critérium du Dauphiné - les 19 WorldTeams et 4 ProTeams :
| WorldTeams (19)- AG2R La Mondiale - Astana - Bahrain McLaren - Bora-Hansgrohe - CCC Team - Cofidis - Deceuninck-Quick Step - EF Pro Cycling - Groupama-FDJ - Israel Start-Up Nation - Lotto Soudal - Mitchelton-Scott - Movistar Team - NTT Pro Cycling - Ineos - Jumbo-Visma - Team Sunweb - Trek-Segafredo - UAE Team Emirates ProTeams (4)- Arkéa-Samsic - B&B Hotels-Vital Concept p/b KTM - Circus-Wanty Gobert - Total Direct Énergie |
| |

## Étapes
| Étape     | Date    | Villes étapes                             | type              | Distance (km) | Vainqueur d'étape | Leader du classement général |
| --------- | ------- | ----------------------------------------- | ----------------- | ------------- | ----------------- | ---------------------------- |
| 1re étape | 12 août | Clermont-Ferrand – Saint-Christo-en-Jarez | étape vallonnée   | 218,5         | Wout van Aert     | Wout van Aert                |
| 2e étape  | 13 août | Vienne – col de Porte                     | étape de montagne | 181           | Primož Roglič     | Primož Roglič                |
| 3e étape  | 14 août | Corenc – Saint-Martin-de-Belleville       | étape de montagne | 175,5         | Davide Formolo    | Primož Roglič                |
| 4e étape  | 15 août | Ugine – Megève                            | étape de montagne | 173           | Lennard Kämna     | Primož Roglič                |
| 5e étape  | 16 août | Megève – Megève                           | étape de montagne | 153,5         | Sepp Kuss         | Daniel Martínez              |

## Classement par étapes

### 1reétape
La première des cinq étapes s'offre un départ inédit depuis Clermont-Ferrand (Puy-de-Dôme). Une bonne répétition générale, à deux semaines du Tour de France. La capitale auvergnate accueillera en septembre le départ de la 14e étape du Tour de France et empruntera 130 km du tracé. Cette première journée de course n’a rien d’une mise en jambes. 218 km étaient au programme avec beaucoup de dénivelé et un final escarpé pour puncheurs. Dès les premiers kilomètres, Michael Schär ( Suisse) et Tom-Jelte Slagter ( Pays-Bas) s'échappent alors qu'après plusieurs kilomètres, loin du peloton, le néerlandais laisse partir seul le suisse. L'avance du fuyard passe sous la barre des 3 min. Quentin Pacher fait bonne impression. Il sort à son tour, rattrape les 2 poursuivants : Rémi Cavagna et Søren Kragh Andersen, les dépose et sous la minute entre le peloton et le fuyard Michael Schär, le rejoint et le dépasse. Cependant, à 26 km de la ligne d'arrivée, Quentin Pacher maintenant en tête, glisse dans un virage et chute. Michael Schär reprend donc la tête de la course. À 16 km du but, il est rejoint par les 2 poursuivants. Rémi Cavagna lâche Søren Kragh Andersen, mais le peloton rattrape le coureur à moins de 13 km de l'arrivée. Sous l'impulsion de l'équipe Jumbo-Visma, le groupe se disloque en une cinquantaine de coureurs, potentiellement vainqueurs de l'étape. Au sprint, Wout van Aert l'emporte devant Daryl Impey et Egan Bernal.
| \| Classement de l'étape \| Classement de l'étape \| Classement de l'étape \| Classement de l'étape \| Classement de l'étape \| \| Coureur \| Coureur \| Pays \| Équipe \| Temps \| \| --------------------- \| ------------------------- \| --------------------- \| --------------------- \| --------------------- \| \| 1er \| Wout van Aert \| Belgique \| Jumbo-Visma \| 5 h 27 min 42 s \| \| 2e \| Daryl Impey \| Afrique du Sud \| Mitchelton-Scott \| + 0 s \| \| 3e \| Egan Bernal \| Colombie \| Team Ineos \| + 0 s \| \| 4e \| Alejandro Valverde \| Espagne \| Movistar Team \| + 0 s \| \| 5e \| Tadej Pogačar \| Slovénie \| UAE Team Emirates \| + 0 s \| \| 6e \| Alexey Lutsenko \| Kazakhstan \| Astana \| + 0 s \| \| 7e \| Sergio Higuita \| Colombie \| EF Pro Cycling \| + 0 s \| \| 8e \| Benoît Cosnefroy \| France \| AG2R La Mondiale \| + 0 s \| \| 9e \| Primož Roglič \| Slovénie \| Jumbo-Visma \| + 0 s \| \| 10e \| Guillaume Martin-Guyonnet \| France \| Cofidis \| + 0 s \| |                           |                |                   |                 |
| |                           |                |                   |                 |
| Source : ProCyclingStats |                           |                |                   |                 |
| Classement de l'étape |                           |                |                   |                 |
| Coureur | Coureur                   | Pays           | Équipe            | Temps           |
| 1er | Wout van Aert             | Belgique       | Jumbo-Visma       | 5 h 27 min 42 s |
| 2e | Daryl Impey               | Afrique du Sud | Mitchelton-Scott  | + 0 s           |
| 3e | Egan Bernal               | Colombie       | Team Ineos        | + 0 s           |
| 4e | Alejandro Valverde        | Espagne        | Movistar Team     | + 0 s           |
| 5e | Tadej Pogačar             | Slovénie       | UAE Team Emirates | + 0 s           |
| 6e | Alexey Lutsenko           | Kazakhstan     | Astana            | + 0 s           |
| 7e | Sergio Higuita            | Colombie       | EF Pro Cycling    | + 0 s           |
| 8e | Benoît Cosnefroy          | France         | AG2R La Mondiale  | + 0 s           |
| 9e | Primož Roglič             | Slovénie       | Jumbo-Visma       | + 0 s           |
| 10e | Guillaume Martin-Guyonnet | France         | Cofidis           | + 0 s           |

| \| Classement général \| Classement général \| Classement général \| Classement général \| Classement général \| \| Coureur \| Coureur \| Pays \| Équipe \| Temps \| \| ------------------ \| ------------------------- \| ------------------ \| ------------------ \| ------------------ \| \| 1er \| Wout van Aert \| Belgique \| Jumbo-Visma \| 5 h 27 min 32 s \| \| 2e \| Daryl Impey \| Afrique du Sud \| Mitchelton-Scott \| + 4 s \| \| 3e \| Egan Bernal \| Colombie \| Team Ineos \| + 6 s \| \| 4e \| Alejandro Valverde \| Espagne \| Movistar Team \| + 10 s \| \| 5e \| Tadej Pogačar \| Slovénie \| UAE Team Emirates \| + 10 s \| \| 6e \| Alexey Lutsenko \| Kazakhstan \| Astana \| + 10 s \| \| 7e \| Sergio Higuita \| Colombie \| EF Pro Cycling \| + 10 s \| \| 8e \| Benoît Cosnefroy \| France \| AG2R La Mondiale \| + 10 s \| \| 9e \| Primož Roglič \| Slovénie \| Jumbo-Visma \| + 10 s \| \| 10e \| Guillaume Martin-Guyonnet \| France \| Cofidis \| + 10 s \| |                           |                |                   |                 |
| |                           |                |                   |                 |
| Source : ProCyclingStats |                           |                |                   |                 |
| Classement général |                           |                |                   |                 |
| Coureur | Coureur                   | Pays           | Équipe            | Temps           |
| 1er | Wout van Aert             | Belgique       | Jumbo-Visma       | 5 h 27 min 32 s |
| 2e | Daryl Impey               | Afrique du Sud | Mitchelton-Scott  | + 4 s           |
| 3e | Egan Bernal               | Colombie       | Team Ineos        | + 6 s           |
| 4e | Alejandro Valverde        | Espagne        | Movistar Team     | + 10 s          |
| 5e | Tadej Pogačar             | Slovénie       | UAE Team Emirates | + 10 s          |
| 6e | Alexey Lutsenko           | Kazakhstan     | Astana            | + 10 s          |
| 7e | Sergio Higuita            | Colombie       | EF Pro Cycling    | + 10 s          |
| 8e | Benoît Cosnefroy          | France         | AG2R La Mondiale  | + 10 s          |
| 9e | Primož Roglič             | Slovénie       | Jumbo-Visma       | + 10 s          |
| 10e | Guillaume Martin-Guyonnet | France         | Cofidis           | + 10 s          |

### 2eétape
Cette seconde étape se déroule entre Vienne (Isère) et le Col de Porte (Isère) (la plus courte de l'édition), c'est la première fois que ce Hors-Catégorie est juge d'arrivée (elle est également emprunté la même année sur le Tour, pour la 19ème fois de son histoire, au cours de la 16e étape). Huit coureurs prennent l'échappée : Bruno Armirail (Groupama-FDJ), Kasper Asgreen (Deceuninck-Quick-Step), Jasha Sütterlin (Team Sunweb), Ben O'Connor (NTT Pro Cycling), Jérôme Cousin et Geoffrey Soupe (Total Direct Energie), Michael Schär (CCC Team) et Fabien Doubey (Circus-Wanty Gobert). Après le Sprint Intermédiaire de Pajay (km 37), trois montées répertoriées se succèdent au cours de la journée avant le col final : la côte de Virville (4,3 km à 5%, 3C), la côte de Roybon (1,4 km à 6,8%, 4C) et la côte Maillet (5,9 km à 7,9%, 1C). Le maillot à pois Michael Schär s'empare de la plupart des points, passant notamment en premier au sommet de cette dernière. Au pied de l'ultime montée à Saint-Egrève, l'échappée (qui n'est plus composée que de Bruno Armirail et de Michael Schär), possède une minute d'avance sur le groupe Maillot Jaune. Dernier rescapé, Bruno Armirail est absorbé à mi-pente du Col de Porte (17,5 km à 6,2%). A 6 kilomètres de l'arrivée, Julian Alaphilippe est le premier des favoris à ne pas pouvoir suivre, suivi par Warren Barguil, Alejandro Valverde, Adam Yates, Chris Froome (qui n'a pas pu placé un seul relais pour son leader Egan Bernal), Enric Mas, Rigoberto Uran, Domenico Pozzovivo, Geraint Thomas, Tom Dumoulin, Romain Bardet et Tadej Pogacar. A 700m de la ligne d'arrivée, Primož Roglič place une accélération dévastatrice. Le Slovène parvient à garder son avance et passe au sommet avec huit secondes d'avance sur Thibaut Pinot, Emanuel Buchmann et Guillaume Martin, lancés à sa poursuite. Les autres favoris, du calibre d'Egan Bernal, de Mikel Landa, de Richie Porte ou de Nairo Quintana, cumulent un retard de 10 secondes sur Primož Roglič, qui ravit le Maillot Jaune à son coéquipier, vainqueur la veille, Wout van Aert, qui récupère alors le Maillot Vert.
| \| Classement de l'étape \| Classement de l'étape \| Classement de l'étape \| Classement de l'étape \| Classement de l'étape \| \| Coureur \| Coureur \| Pays \| Équipe \| Temps \| \| --------------------- \| ------------------------- \| --------------------- \| --------------------- \| --------------------- \| \| 1er \| Primož Roglič \| Slovénie \| Jumbo-Visma \| 3 h 39 min 40 s \| \| 2e \| Thibaut Pinot \| France \| Groupama-FDJ \| + 8 s \| \| 3e \| Emanuel Buchmann \| Allemagne \| Bora-Hansgrohe \| + 8 s \| \| 4e \| Guillaume Martin-Guyonnet \| France \| Cofidis \| + 8 s \| \| 5e \| Nairo Quintana \| Colombie \| Arkéa-Samsic \| + 10 s \| \| 6e \| Miguel Ángel López \| Colombie \| Astana \| + 10 s \| \| 7e \| Daniel Martínez \| Colombie \| EF Pro Cycling \| + 10 s \| \| 8e \| Mikel Landa \| Espagne \| Bahrain McLaren \| + 10 s \| \| 9e \| Richie Porte \| Australie \| Trek-Segafredo \| + 10 s \| \| 10e \| Egan Bernal \| Colombie \| Team Ineos \| + 10 s \| |                           |           |                 |                 |
| |                           |           |                 |                 |
| Source : ProCyclingStats |                           |           |                 |                 |
| Classement de l'étape |                           |           |                 |                 |
| Coureur | Coureur                   | Pays      | Équipe          | Temps           |
| 1er | Primož Roglič             | Slovénie  | Jumbo-Visma     | 3 h 39 min 40 s |
| 2e | Thibaut Pinot             | France    | Groupama-FDJ    | + 8 s           |
| 3e | Emanuel Buchmann          | Allemagne | Bora-Hansgrohe  | + 8 s           |
| 4e | Guillaume Martin-Guyonnet | France    | Cofidis         | + 8 s           |
| 5e | Nairo Quintana            | Colombie  | Arkéa-Samsic    | + 10 s          |
| 6e | Miguel Ángel López        | Colombie  | Astana          | + 10 s          |
| 7e | Daniel Martínez           | Colombie  | EF Pro Cycling  | + 10 s          |
| 8e | Mikel Landa               | Espagne   | Bahrain McLaren | + 10 s          |
| 9e | Richie Porte              | Australie | Trek-Segafredo  | + 10 s          |
| 10e | Egan Bernal               | Colombie  | Team Ineos      | + 10 s          |

| \| Classement général \| Classement général \| Classement général \| Classement général \| Classement général \| \| Coureur \| Coureur \| Pays \| Équipe \| Temps \| \| ------------------ \| ------------------------- \| ------------------ \| ------------------ \| ------------------ \| \| 1er \| Primož Roglič \| Slovénie \| Jumbo-Visma \| 9 h 07 min 12 s \| \| 2e \| Thibaut Pinot \| France \| Groupama-FDJ \| + 12 s \| \| 3e \| Emanuel Buchmann \| Allemagne \| Bora-Hansgrohe \| + 14 s \| \| 4e \| Egan Bernal \| Colombie \| Team Ineos \| + 16 s \| \| 5e \| Guillaume Martin-Guyonnet \| France \| Cofidis \| + 18 s \| \| 6e \| Nairo Quintana \| Colombie \| Arkéa-Samsic \| + 20 s \| \| 7e \| Richie Porte \| Australie \| Trek-Segafredo \| + 20 s \| \| 8e \| Mikel Landa \| Espagne \| Bahrain McLaren \| + 20 s \| \| 9e \| Miguel Ángel López \| Colombie \| Astana \| + 20 s \| \| 10e \| Daniel Martínez \| Colombie \| EF Pro Cycling \| + 20 s \| |                           |           |                 |                 |
| |                           |           |                 |                 |
| Source : ProCyclingStats |                           |           |                 |                 |
| Classement général |                           |           |                 |                 |
| Coureur | Coureur                   | Pays      | Équipe          | Temps           |
| 1er | Primož Roglič             | Slovénie  | Jumbo-Visma     | 9 h 07 min 12 s |
| 2e | Thibaut Pinot             | France    | Groupama-FDJ    | + 12 s          |
| 3e | Emanuel Buchmann          | Allemagne | Bora-Hansgrohe  | + 14 s          |
| 4e | Egan Bernal               | Colombie  | Team Ineos      | + 16 s          |
| 5e | Guillaume Martin-Guyonnet | France    | Cofidis         | + 18 s          |
| 6e | Nairo Quintana            | Colombie  | Arkéa-Samsic    | + 20 s          |
| 7e | Richie Porte              | Australie | Trek-Segafredo  | + 20 s          |
| 8e | Mikel Landa               | Espagne   | Bahrain McLaren | + 20 s          |
| 9e | Miguel Ángel López        | Colombie  | Astana          | + 20 s          |
| 10e | Daniel Martínez           | Colombie  | EF Pro Cycling  | + 20 s          |

### 3eétape
| \| Classement de l'étape \| Classement de l'étape \| Classement de l'étape \| Classement de l'étape \| Classement de l'étape \| \| Coureur \| Coureur \| Pays \| Équipe \| Temps \| \| --------------------- \| ------------------------- \| --------------------- \| --------------------- \| --------------------- \| \| 1er \| Davide Formolo \| Italie \| UAE Team Emirates \| 4 h 06 min 56 s \| \| 2e \| Primož Roglič \| Slovénie \| Jumbo-Visma \| + 33 s \| \| 3e \| Thibaut Pinot \| France \| Groupama-FDJ \| + 33 s \| \| 4e \| Emanuel Buchmann \| Allemagne \| Bora-Hansgrohe \| + 33 s \| \| 5e \| Daniel Martínez \| Colombie \| EF Pro Cycling \| + 33 s \| \| 6e \| Mikel Landa \| Espagne \| Bahrain McLaren \| + 33 s \| \| 7e \| Guillaume Martin-Guyonnet \| France \| Cofidis \| + 33 s \| \| 8e \| Tadej Pogačar \| Slovénie \| UAE Team Emirates \| + 33 s \| \| 9e \| Pavel Sivakov \| Russie \| Team Ineos \| + 39 s \| \| 10e \| Miguel Ángel López \| Colombie \| Astana \| + 39 s \| |                           |           |                   |                 |
| |                           |           |                   |                 |
| Source : ProCyclingStats |                           |           |                   |                 |
| Classement de l'étape |                           |           |                   |                 |
| Coureur | Coureur                   | Pays      | Équipe            | Temps           |
| 1er | Davide Formolo            | Italie    | UAE Team Emirates | 4 h 06 min 56 s |
| 2e | Primož Roglič             | Slovénie  | Jumbo-Visma       | + 33 s          |
| 3e | Thibaut Pinot             | France    | Groupama-FDJ      | + 33 s          |
| 4e | Emanuel Buchmann          | Allemagne | Bora-Hansgrohe    | + 33 s          |
| 5e | Daniel Martínez           | Colombie  | EF Pro Cycling    | + 33 s          |
| 6e | Mikel Landa               | Espagne   | Bahrain McLaren   | + 33 s          |
| 7e | Guillaume Martin-Guyonnet | France    | Cofidis           | + 33 s          |
| 8e | Tadej Pogačar             | Slovénie  | UAE Team Emirates | + 33 s          |
| 9e | Pavel Sivakov             | Russie    | Team Ineos        | + 39 s          |
| 10e | Miguel Ángel López        | Colombie  | Astana            | + 39 s          |

| \| Classement général \| Classement général \| Classement général \| Classement général \| Classement général \| \| Coureur \| Coureur \| Pays \| Équipe \| Temps \| \| ------------------ \| ------------------------- \| ------------------ \| ------------------ \| ------------------ \| \| 1er \| Primož Roglič \| Slovénie \| Jumbo-Visma \| 13 h 14 min 35 s \| \| 2e \| Thibaut Pinot \| France \| Groupama-FDJ \| + 14 s \| \| 3e \| Emanuel Buchmann \| Allemagne \| Bora-Hansgrohe \| + 20 s \| \| 4e \| Guillaume Martin-Guyonnet \| France \| Cofidis \| + 24 s \| \| 5e \| Mikel Landa \| Espagne \| Bahrain McLaren \| + 26 s \| \| 6e \| Daniel Martínez \| Colombie \| EF Pro Cycling \| + 26 s \| \| 7e \| Egan Bernal \| Colombie \| Team Ineos \| + 31 s \| \| 8e \| Miguel Ángel López \| Colombie \| Astana \| + 32 s \| \| 9e \| Nairo Quintana \| Colombie \| Arkéa-Samsic \| + 35 s \| \| 10e \| Richie Porte \| Australie \| Trek-Segafredo \| + 35 s \| |                           |           |                 |                  |
| |                           |           |                 |                  |
| Source : ProCyclingStats |                           |           |                 |                  |
| Classement général |                           |           |                 |                  |
| Coureur | Coureur                   | Pays      | Équipe          | Temps            |
| 1er | Primož Roglič             | Slovénie  | Jumbo-Visma     | 13 h 14 min 35 s |
| 2e | Thibaut Pinot             | France    | Groupama-FDJ    | + 14 s           |
| 3e | Emanuel Buchmann          | Allemagne | Bora-Hansgrohe  | + 20 s           |
| 4e | Guillaume Martin-Guyonnet | France    | Cofidis         | + 24 s           |
| 5e | Mikel Landa               | Espagne   | Bahrain McLaren | + 26 s           |
| 6e | Daniel Martínez           | Colombie  | EF Pro Cycling  | + 26 s           |
| 7e | Egan Bernal               | Colombie  | Team Ineos      | + 31 s           |
| 8e | Miguel Ángel López        | Colombie  | Astana          | + 32 s           |
| 9e | Nairo Quintana            | Colombie  | Arkéa-Samsic    | + 35 s           |
| 10e | Richie Porte              | Australie | Trek-Segafredo  | + 35 s           |

### 4eétape
| \| Classement de l'étape \| Classement de l'étape \| Classement de l'étape \| Classement de l'étape \| Classement de l'étape \| \| Coureur \| Coureur \| Pays \| Équipe \| Temps \| \| --------------------- \| --------------------- \| --------------------- \| --------------------- \| --------------------- \| \| 1er \| Lennard Kämna \| Allemagne \| Bora-Hansgrohe \| 4 h 27 min 56 s \| \| 2e \| David de la Cruz \| Espagne \| UAE Team Emirates \| + 41 s \| \| 3e \| Julian Alaphilippe \| France \| Deceuninck-Quick Step \| + 56 s \| \| 4e \| Jack Haig \| Australie \| Mitchelton-Scott \| + 58 s \| \| 5e \| Kenny Elissonde \| France \| Trek-Segafredo \| + 1 min 02 s \| \| 6e \| Fausto Masnada \| Italie \| CCC Team \| + 1 min 10 s \| \| 7e \| Michał Kwiatkowski \| Pologne \| Team Ineos \| + 1 min 19 s \| \| 8e \| Marc Hirschi \| Suisse \| Team Sunweb \| + 1 min 43 s \| \| 9e \| Thibaut Pinot \| France \| Groupama-FDJ \| + 3 min 01 s \| \| 10e \| Primož Roglič \| Slovénie \| Jumbo-Visma \| + 3 min 01 s \| |                    |           |                       |                 |
| |                    |           |                       |                 |
| Source : ProCyclingStats |                    |           |                       |                 |
| Classement de l'étape |                    |           |                       |                 |
| Coureur | Coureur            | Pays      | Équipe                | Temps           |
| 1er | Lennard Kämna      | Allemagne | Bora-Hansgrohe        | 4 h 27 min 56 s |
| 2e | David de la Cruz   | Espagne   | UAE Team Emirates     | + 41 s          |
| 3e | Julian Alaphilippe | France    | Deceuninck-Quick Step | + 56 s          |
| 4e | Jack Haig          | Australie | Mitchelton-Scott      | + 58 s          |
| 5e | Kenny Elissonde    | France    | Trek-Segafredo        | + 1 min 02 s    |
| 6e | Fausto Masnada     | Italie    | CCC Team              | + 1 min 10 s    |
| 7e | Michał Kwiatkowski | Pologne   | Team Ineos            | + 1 min 19 s    |
| 8e | Marc Hirschi       | Suisse    | Team Sunweb           | + 1 min 43 s    |
| 9e | Thibaut Pinot      | France    | Groupama-FDJ          | + 3 min 01 s    |
| 10e | Primož Roglič      | Slovénie  | Jumbo-Visma           | + 3 min 01 s    |

| \| Classement général \| Classement général \| Classement général \| Classement général \| Classement général \| \| Coureur \| Coureur \| Pays \| Équipe \| Temps \| \| ------------------ \| ------------------------- \| ------------------ \| ------------------ \| ------------------ \| \| 1er \| Primož Roglič \| Slovénie \| Jumbo-Visma \| 17 h 45 min 32 s \| \| 2e \| Thibaut Pinot \| France \| Groupama-FDJ \| + 14 s \| \| 3e \| Guillaume Martin-Guyonnet \| France \| Cofidis \| + 24 s \| \| 4e \| Mikel Landa \| Espagne \| Bahrain McLaren \| + 26 s \| \| 5e \| Daniel Martínez \| Colombie \| EF Pro Cycling \| + 26 s \| \| 6e \| Miguel Ángel López \| Colombie \| Astana \| + 32 s \| \| 7e \| Nairo Quintana \| Colombie \| Arkéa-Samsic \| + 35 s \| \| 8e \| Richie Porte \| Australie \| Trek-Segafredo \| + 35 s \| \| 9e \| Tadej Pogačar \| Slovénie \| UAE Team Emirates \| + 1 min 17 s \| \| 10e \| Romain Bardet \| France \| AG2R La Mondiale \| + 1 min 24 s \| |                           |           |                   |                  |
| |                           |           |                   |                  |
| Source : ProCyclingStats |                           |           |                   |                  |
| Classement général |                           |           |                   |                  |
| Coureur | Coureur                   | Pays      | Équipe            | Temps            |
| 1er | Primož Roglič             | Slovénie  | Jumbo-Visma       | 17 h 45 min 32 s |
| 2e | Thibaut Pinot             | France    | Groupama-FDJ      | + 14 s           |
| 3e | Guillaume Martin-Guyonnet | France    | Cofidis           | + 24 s           |
| 4e | Mikel Landa               | Espagne   | Bahrain McLaren   | + 26 s           |
| 5e | Daniel Martínez           | Colombie  | EF Pro Cycling    | + 26 s           |
| 6e | Miguel Ángel López        | Colombie  | Astana            | + 32 s           |
| 7e | Nairo Quintana            | Colombie  | Arkéa-Samsic      | + 35 s           |
| 8e | Richie Porte              | Australie | Trek-Segafredo    | + 35 s           |
| 9e | Tadej Pogačar             | Slovénie  | UAE Team Emirates | + 1 min 17 s     |
| 10e | Romain Bardet             | France    | AG2R La Mondiale  | + 1 min 24 s     |

### 5eétape

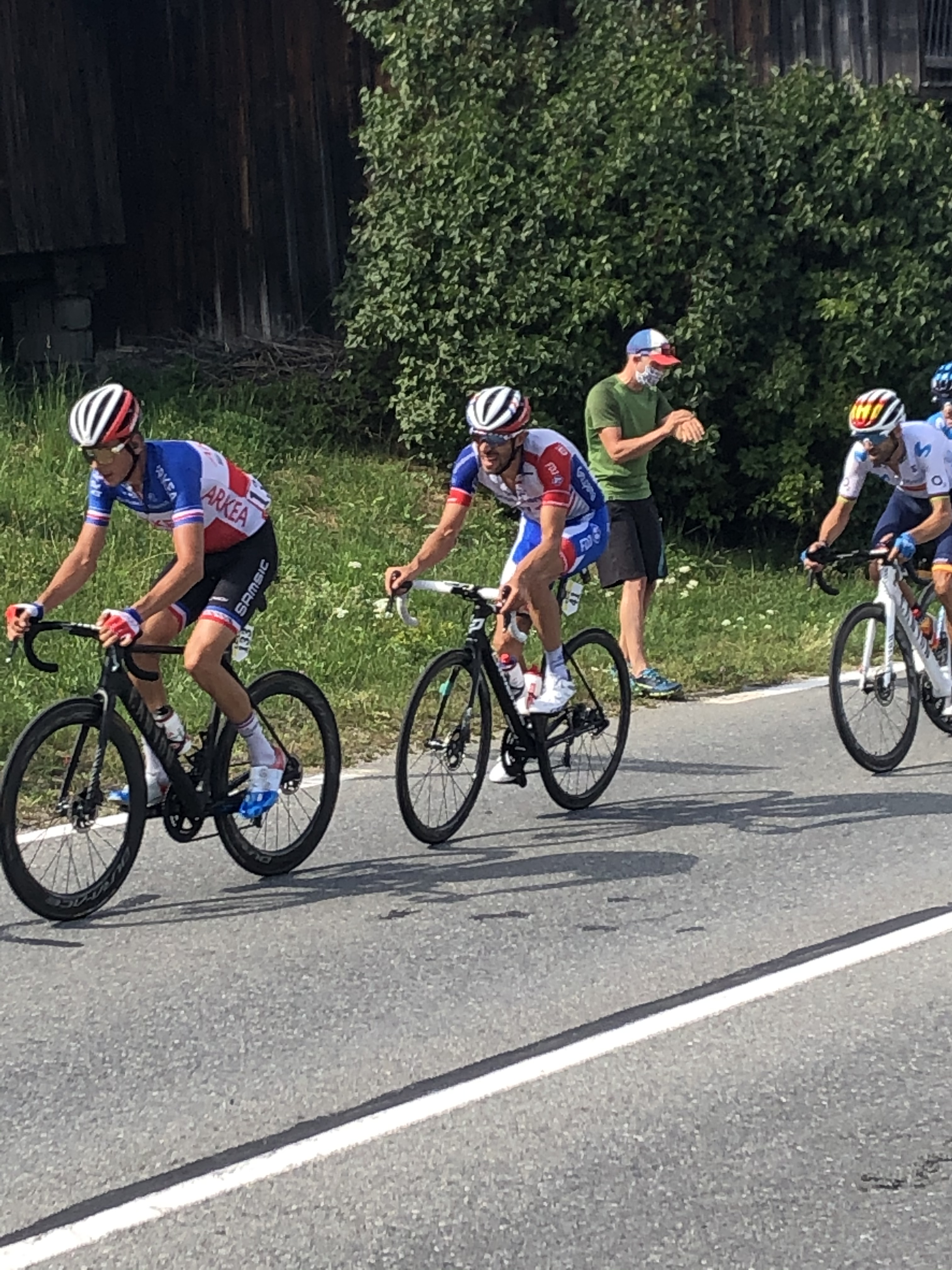
Thibaut Pinot et Warren Barguil lors de la 5e étape.

À la suite de sa chute dans la 4e étape, le leader de la course, Primož Roglič ne prend pas le départ de la dernière étape de la course. De ce fait, Thibaut Pinot, 2ème à 14 secondes, devient leader de la course mais n'endosse pas le maillot jaune. A 26 km de l'arrivée, Tadej Pogačar attaque suivi de Miguel Ángel López. Environ 1 km plus loin, Sepp Kuss attaque dans la côte de Domancy suivi du maillot blanc Daniel Martínez, pointant à 12 secondes de Pinot. Ce dernier, tombé la veille et esseulé, craque et ne peut contenir toutes ces attaques. Les quatre coureurs sortis du groupe des favoris rattrapent les échappés Julian Alaphilippe et Pavel Sivakov. Pogačar, Martinez, Kuss et Sivakov compteront 1 min 30 d'avance. Pinot bénéficie de l'aide de ses compatriotes Alaphilippe et Warren Barguil qui roulent en tête du deuxième groupe, réduisant l'écart avec la tête de la course à 35 secondes. A 8 km de l'arrivée, Kuss attaque et se retrouve seul en tête. Pinot tente de rattraper son retard désormais de 22 secondes sur Martinez mais ne rattrape que Lopez. Kuss remporte l'étape au sommet de l'altiport de Megève avec 27 secondes d'avance sur Martinez qui remporte le classement général. Pinot termine l'étape à 1 min 02 s de l'Américain et la compétition à 29 s du Colombien.
| \| Classement de l'étape \| Classement de l'étape \| Classement de l'étape \| Classement de l'étape \| Classement de l'étape \| \| Coureur \| Coureur \| Pays \| Équipe \| Temps \| \| --------------------- \| ------------------------- \| --------------------- \| --------------------- \| --------------------- \| \| 1er \| Sepp Kuss \| États-Unis \| Jumbo-Visma \| 3 h 58 min 39 s \| \| 2e \| Daniel Martínez \| Colombie \| EF Pro Cycling \| + 27 s \| \| 3e \| Tadej Pogačar \| Slovénie \| UAE Team Emirates \| + 30 s \| \| 4e \| Pavel Sivakov \| Russie \| Team Ineos \| + 45 s \| \| 5e \| Tom Dumoulin \| Pays-Bas \| Jumbo-Visma \| + 51 s \| \| 6e \| Lennard Kämna \| Allemagne \| Bora-Hansgrohe \| + 51 s \| \| 7e \| Thibaut Pinot \| France \| Groupama-FDJ \| + 1 min 02 s \| \| 8e \| Guillaume Martin-Guyonnet \| France \| Cofidis \| + 1 min 04 s \| \| 9e \| Romain Bardet \| France \| AG2R La Mondiale \| + 1 min 06 s \| \| 10e \| Warren Barguil \| France \| Arkéa-Samsic \| + 1 min 06 s \| |                           |            |                   |                 |
| |                           |            |                   |                 |
| Source : ProCyclingStats |                           |            |                   |                 |
| Classement de l'étape |                           |            |                   |                 |
| Coureur | Coureur                   | Pays       | Équipe            | Temps           |
| 1er | Sepp Kuss                 | États-Unis | Jumbo-Visma       | 3 h 58 min 39 s |
| 2e | Daniel Martínez           | Colombie   | EF Pro Cycling    | + 27 s          |
| 3e | Tadej Pogačar             | Slovénie   | UAE Team Emirates | + 30 s          |
| 4e | Pavel Sivakov             | Russie     | Team Ineos        | + 45 s          |
| 5e | Tom Dumoulin              | Pays-Bas   | Jumbo-Visma       | + 51 s          |
| 6e | Lennard Kämna             | Allemagne  | Bora-Hansgrohe    | + 51 s          |
| 7e | Thibaut Pinot             | France     | Groupama-FDJ      | + 1 min 02 s    |
| 8e | Guillaume Martin-Guyonnet | France     | Cofidis           | + 1 min 04 s    |
| 9e | Romain Bardet             | France     | AG2R La Mondiale  | + 1 min 06 s    |
| 10e | Warren Barguil            | France     | Arkéa-Samsic      | + 1 min 06 s    |

## Classements finals

### Classement général
| \| Classement général \| Classement général \| Classement général \| Classement général \| Classement général \| \| Coureur \| Coureur \| Pays \| Équipe \| Temps \| \| ------------------ \| ------------------------- \| ------------------ \| ------------------ \| ------------------ \| \| 1er \| Daniel Martínez \| Colombie \| EF Pro Cycling \| 21 h 44 min 58 s \| \| 2e \| Thibaut Pinot \| France \| Groupama-FDJ \| + 29 s \| \| 3e \| Guillaume Martin-Guyonnet \| France \| Cofidis \| + 41 s \| \| 4e \| Tadej Pogačar \| Slovénie \| UAE Team Emirates \| + 56 s \| \| 5e \| Miguel Ángel López \| Colombie \| Astana \| + 1 min 38 s \| \| 6e \| Romain Bardet \| France \| AG2R La Mondiale \| + 1 min 43 s \| \| 7e \| Tom Dumoulin \| Pays-Bas \| Jumbo-Visma \| + 2 min 07 s \| \| 8e \| Lennard Kämna \| Allemagne \| Bora-Hansgrohe \| + 2 min 14 s \| \| 9e \| Warren Barguil \| France \| Arkéa-Samsic \| + 2 min 49 s \| \| 10e \| Sepp Kuss \| États-Unis \| Jumbo-Visma \| + 2 min 55 s \| |                           |            |                   |                  |
| |                           |            |                   |                  |
| Source : ProCyclingStats |                           |            |                   |                  |
| Classement général |                           |            |                   |                  |
| Coureur | Coureur                   | Pays       | Équipe            | Temps            |
| 1er | Daniel Martínez           | Colombie   | EF Pro Cycling    | 21 h 44 min 58 s |
| 2e | Thibaut Pinot             | France     | Groupama-FDJ      | + 29 s           |
| 3e | Guillaume Martin-Guyonnet | France     | Cofidis           | + 41 s           |
| 4e | Tadej Pogačar             | Slovénie   | UAE Team Emirates | + 56 s           |
| 5e | Miguel Ángel López        | Colombie   | Astana            | + 1 min 38 s     |
| 6e | Romain Bardet             | France     | AG2R La Mondiale  | + 1 min 43 s     |
| 7e | Tom Dumoulin              | Pays-Bas   | Jumbo-Visma       | + 2 min 07 s     |
| 8e | Lennard Kämna             | Allemagne  | Bora-Hansgrohe    | + 2 min 14 s     |
| 9e | Warren Barguil            | France     | Arkéa-Samsic      | + 2 min 49 s     |
| 10e | Sepp Kuss                 | États-Unis | Jumbo-Visma       | + 2 min 55 s     |

### Classements annexes
| Classement par points | Classement par points     | Classement par points | Classement par points | Classement par points |
| Coureur               | Coureur                   | Pays                  | Équipe                | Points                |
| --------------------- | ------------------------- | --------------------- | --------------------- | --------------------- |
| 1er                   | Wout van Aert             | Belgique              | Jumbo-Visma           | 29 pts                |
| 2e                    | Tadej Pogačar             | Slovénie              | UAE Team Emirates     | 29 pts                |
| 3e                    | Thibaut Pinot             | France                | Groupama-FDJ          | 28 pts                |
| 4e                    | Daniel Martínez           | Colombie              | EF Pro Cycling        | 22 pts                |
| 5e                    | Daryl Impey               | Afrique du Sud        | Mitchelton-Scott      | 22 pts                |
| 6e                    | Guillaume Martin-Guyonnet | France                | Cofidis               | 21 pts                |
| 7e                    | Lennard Kämna             | Allemagne             | Bora-Hansgrohe        | 20 pts                |
| 8e                    | Pavel Sivakov             | Russie                | Team Ineos            | 20 pts                |
| 9e                    | Davide Formolo            | Italie                | UAE Team Emirates     | 19 pts                |
| 10e                   | Alejandro Valverde        | Espagne               | Movistar Team         | 18 pts                |

| Classement par points | Classement par points     | Classement par points | Classement par points | Classement par points |
| Coureur               | Coureur                   | Pays                  | Équipe                | Points                |
| --------------------- | ------------------------- | --------------------- | --------------------- | --------------------- |
| 1er                   | Wout van Aert             | Belgique              | Jumbo-Visma           | 29 pts                |
| 2e                    | Tadej Pogačar             | Slovénie              | UAE Team Emirates     | 29 pts                |
| 3e                    | Thibaut Pinot             | France                | Groupama-FDJ          | 28 pts                |
| 4e                    | Daniel Martínez           | Colombie              | EF Pro Cycling        | 22 pts                |
| 5e                    | Daryl Impey               | Afrique du Sud        | Mitchelton-Scott      | 22 pts                |
| 6e                    | Guillaume Martin-Guyonnet | France                | Cofidis               | 21 pts                |
| 7e                    | Lennard Kämna             | Allemagne             | Bora-Hansgrohe        | 20 pts                |
| 8e                    | Pavel Sivakov             | Russie                | Team Ineos            | 20 pts                |
| 9e                    | Davide Formolo            | Italie                | UAE Team Emirates     | 19 pts                |
| 10e                   | Alejandro Valverde        | Espagne               | Movistar Team         | 18 pts                |

| Classement de la montagne | Classement de la montagne | Classement de la montagne | Classement de la montagne | Classement de la montagne |
| Coureur                   | Coureur                   | Pays                      | Équipe                    | Points                    |
| ------------------------- | ------------------------- | ------------------------- | ------------------------- | ------------------------- |
| 1er                       | David de la Cruz          | Espagne                   | UAE Team Emirates         | 68 pts                    |
| 2e                        | Julian Alaphilippe        | France                    | Deceuninck-Quick Step     | 52 pts                    |
| 3e                        | Fausto Masnada            | Italie                    | CCC Team                  | 28 pts                    |
| 4e                        | Pavel Sivakov             | Russie                    | Team Ineos                | 26 pts                    |
| 5e                        | Thibaut Pinot             | France                    | Groupama-FDJ              | 26 pts                    |
| 6e                        | Davide Formolo            | Italie                    | UAE Team Emirates         | 25 pts                    |
| 7e                        | Sepp Kuss                 | États-Unis                | Jumbo-Visma               | 19 pts                    |
| 8e                        | Michael Schär             | Suisse                    | CCC Team                  | 16 pts                    |
| 9e                        | Tadej Pogačar             | Slovénie                  | UAE Team Emirates         | 15 pts                    |
| 10e                       | Lennard Kämna             | Allemagne                 | Bora-Hansgrohe            | 12 pts                    |

| Classement de la montagne | Classement de la montagne | Classement de la montagne | Classement de la montagne | Classement de la montagne |
| Coureur                   | Coureur                   | Pays                      | Équipe                    | Points                    |
| ------------------------- | ------------------------- | ------------------------- | ------------------------- | ------------------------- |
| 1er                       | David de la Cruz          | Espagne                   | UAE Team Emirates         | 68 pts                    |
| 2e                        | Julian Alaphilippe        | France                    | Deceuninck-Quick Step     | 52 pts                    |
| 3e                        | Fausto Masnada            | Italie                    | CCC Team                  | 28 pts                    |
| 4e                        | Pavel Sivakov             | Russie                    | Team Ineos                | 26 pts                    |
| 5e                        | Thibaut Pinot             | France                    | Groupama-FDJ              | 26 pts                    |
| 6e                        | Davide Formolo            | Italie                    | UAE Team Emirates         | 25 pts                    |
| 7e                        | Sepp Kuss                 | États-Unis                | Jumbo-Visma               | 19 pts                    |
| 8e                        | Michael Schär             | Suisse                    | CCC Team                  | 16 pts                    |
| 9e                        | Tadej Pogačar             | Slovénie                  | UAE Team Emirates         | 15 pts                    |
| 10e                       | Lennard Kämna             | Allemagne                 | Bora-Hansgrohe            | 12 pts                    |

| Classement du meilleur jeune | Classement du meilleur jeune | Classement du meilleur jeune | Classement du meilleur jeune | Classement du meilleur jeune |
| Coureur                      | Coureur                      | Pays                         | Équipe                       | Temps                        |
| ---------------------------- | ---------------------------- | ---------------------------- | ---------------------------- | ---------------------------- |
| 1er                          | Daniel Martínez              | Colombie                     | EF Pro Cycling               | 21 h 44 min 58 s             |
| 2e                           | Tadej Pogačar                | Slovénie                     | UAE Team Emirates            | + 56 s                       |
| 3e                           | Lennard Kämna                | Allemagne                    | Bora-Hansgrohe               | + 2 min 14 s                 |
| 4e                           | Pavel Sivakov                | Russie                       | Team Ineos                   | + 3 min 10 s                 |
| 5e                           | Enric Mas                    | Espagne                      | Movistar Team                | + 22 min 33 s                |
| 6e                           | Valentin Madouas             | France                       | Groupama-FDJ                 | + 26 min 51 s                |
| 7e                           | Marc Hirschi                 | Suisse                       | Team Sunweb                  | + 31 min 15 s                |
| 8e                           | Harm Vanhoucke               | Belgique                     | Lotto-Soudal                 | + 1 h 04 min 54 s            |
| 9e                           | Niklas Eg                    | Danemark                     | Trek-Segafredo               | + 1 h 05 min 18 s            |
| 10e                          | William Barta                | États-Unis                   | CCC Team                     | + 1 h 06 min 36 s            |

| Classement du meilleur jeune | Classement du meilleur jeune | Classement du meilleur jeune | Classement du meilleur jeune | Classement du meilleur jeune |
| Coureur                      | Coureur                      | Pays                         | Équipe                       | Temps                        |
| ---------------------------- | ---------------------------- | ---------------------------- | ---------------------------- | ---------------------------- |
| 1er                          | Daniel Martínez              | Colombie                     | EF Pro Cycling               | 21 h 44 min 58 s             |
| 2e                           | Tadej Pogačar                | Slovénie                     | UAE Team Emirates            | + 56 s                       |
| 3e                           | Lennard Kämna                | Allemagne                    | Bora-Hansgrohe               | + 2 min 14 s                 |
| 4e                           | Pavel Sivakov                | Russie                       | Team Ineos                   | + 3 min 10 s                 |
| 5e                           | Enric Mas                    | Espagne                      | Movistar Team                | + 22 min 33 s                |
| 6e                           | Valentin Madouas             | France                       | Groupama-FDJ                 | + 26 min 51 s                |
| 7e                           | Marc Hirschi                 | Suisse                       | Team Sunweb                  | + 31 min 15 s                |
| 8e                           | Harm Vanhoucke               | Belgique                     | Lotto-Soudal                 | + 1 h 04 min 54 s            |
| 9e                           | Niklas Eg                    | Danemark                     | Trek-Segafredo               | + 1 h 05 min 18 s            |
| 10e                          | William Barta                | États-Unis                   | CCC Team                     | + 1 h 06 min 36 s            |

| Classement par équipes | Classement par équipes | Classement par équipes | Classement par équipes |
| Équipe                 | Équipe                 | Pays                   | Temps                  |
| ---------------------- | ---------------------- | ---------------------- | ---------------------- |
| 1re                    | Jumbo-Visma            | Pays-Bas               | 65 h 32 min 37 s       |
| 2e                     | Groupama-FDJ           | France                 | + 18 min 51 s          |
| 3e                     | Ineos                  | Royaume-Uni            | + 21 min 55 s          |
| 4e                     | Movistar Team          | Espagne                | + 40 min 36 s          |
| 5e                     | UAE Team Emirates      | Émirats arabes unis    | + 47 min 49 s          |
| 6e                     | EF Pro Cycling         | États-Unis             | + 49 min 57 s          |
| 7e                     | Trek-Segafredo         | États-Unis             | + 55 min 43 s          |
| 8e                     | Bahrain McLaren        | Bahreïn                | + 1 h 02 min 53 s      |
| 9e                     | Cofidis                | France                 | + 1 h 08 min 00 s      |
| 10e                    | Astana                 | Kazakhstan             | + 1 h 11 min 40 s      |

| Classement par équipes | Classement par équipes | Classement par équipes | Classement par équipes |
| Équipe                 | Équipe                 | Pays                   | Temps                  |
| ---------------------- | ---------------------- | ---------------------- | ---------------------- |
| 1re                    | Jumbo-Visma            | Pays-Bas               | 65 h 32 min 37 s       |
| 2e                     | Groupama-FDJ           | France                 | + 18 min 51 s          |
| 3e                     | Ineos                  | Royaume-Uni            | + 21 min 55 s          |
| 4e                     | Movistar Team          | Espagne                | + 40 min 36 s          |
| 5e                     | UAE Team Emirates      | Émirats arabes unis    | + 47 min 49 s          |
| 6e                     | EF Pro Cycling         | États-Unis             | + 49 min 57 s          |
| 7e                     | Trek-Segafredo         | États-Unis             | + 55 min 43 s          |
| 8e                     | Bahrain McLaren        | Bahreïn                | + 1 h 02 min 53 s      |
| 9e                     | Cofidis                | France                 | + 1 h 08 min 00 s      |
| 10e                    | Astana                 | Kazakhstan             | + 1 h 11 min 40 s      |

## Classements UCI
La course attribue des points au Classement mondial UCI 2020 selon le barème suivant.
| Position           | 1er | 2e  | 3e  | 4e  | 5e  | 6e  | 7e  | 8e  | 9e  | 10e | 11e | 12e | 13e | 14e | 15e | 16e à 20e | 21e à 30e | 31e à 50e | 51e à 55e | 56e à 60e |
| Classement général | 500 | 400 | 325 | 275 | 225 | 175 | 150 | 125 | 100 | 80  | 70  | 60  | 50  | 40  | 35  | 30        | 20        | 10        | 5         | 3         |
| Par étapes         | 60  | 25  | 10  |     |     |     |     |     |     |     |     |     |     |     |     |           |           |           |           |           |
| Leader             | 10  |     |     |     |     |     |     |     |     |     |     |     |     |     |     |           |           |           |           |           |

## Évolution des classements
| Étape              | Vainqueur          | Classement général | Classement par points | Classement de la montagne | Classement du meilleur jeune | Classement par équipes |
| ------------------ | ------------------ | ------------------ | --------------------- | ------------------------- | ---------------------------- | ---------------------- |
| 1                  | Wout van Aert      | Wout van Aert      | Wout van Aert         | Michael Schär             | Egan Bernal                  | Jumbo-Visma            |
| 2                  | Primož Roglič      | Primož Roglič      | Wout van Aert         | Michael Schär             | Egan Bernal                  | Jumbo-Visma            |
| 3                  | Davide Formolo     | Primož Roglič      | Primož Roglič         | Davide Formolo            | Daniel Martínez              | Jumbo-Visma            |
| 4                  | Lennard Kämna      | Primož Roglič      | Primož Roglič         | David de la Cruz          | Daniel Martínez              | Jumbo-Visma            |
| 5                  | Sepp Kuss          | Daniel Martínez    | Wout van Aert         | David de la Cruz          | Daniel Martínez              | Jumbo-Visma            |
| Classements finals | Classements finals | Daniel Martínez    | Wout van Aert         | David de la Cruz          | Daniel Martínez              | Jumbo-Visma            |

## Liste des participants
| Légende                             | Légende                                                                                                  | Légende                                | Légende                                                                                                  |
| ----------------------------------- | --- | -------------------------------------- | --- |
| Num                                 | Dossard de départ porté par le coureur sur ce Critérium du Dauphiné                                      | Pos                                    | Position finale au classement général                                                                    |
| Leader du classement général        | Indique le vainqueur du classement général                                                               | Leader du classement par points        | Indique le vainqueur du classement par points                                                            |
| Leader du classement de la montagne | Indique le vainqueur du classement de la montagne                                                        | Leader du classement du meilleur jeune | Indique le vainqueur du classement du meilleur jeune                                                     |
|                                     | Indique un maillot de champion national ou mondial, suivi de sa spécialité                               | #                                      | Indique la meilleure équipe                                                                              |
| NP                                  | Indique un coureur qui n'a pas pris le départ d'une étape, suivi du numéro de l'étape où il s'est retiré | AB                                     | Indique un coureur qui n'a pas terminé une étape, suivi du numéro de l'étape où il s'est retiré          |
| HD                                  | Indique un coureur qui a terminé une étape hors des délais, suivi du numéro de l'étape                   | *                                      | Indique un coureur en lice pour le classement du meilleur jeune (coureurs nés après le 1er janvier 1995) |

| Astana AST | Astana AST                    | Astana AST |
| ---------- | ----------------------------- | ---------- |
| Num        | Coureur                       | Pos        |
| 1          | Miguel Ángel López (COL)      | 5e         |
| 2          | Omar Fraile (ESP)             | NP-5       |
| 3          | Gorka Izagirre (ESP)          | 31e        |
| 4          | Merhawi Kudus (ERI)           | 81e        |
| 5          | Alexey Lutsenko (KAZ) (route) | 35e        |
| 6          | Luis León Sánchez (ESP)       | 57e        |
| 7          | Nikita Stalnow (KAZ)          | 103e       |

| EF Pro Cycling EF1 | EF Pro Cycling EF1           | EF Pro Cycling EF1 |
| ------------------ | ---------------------------- | ------------------ |
| Num                | Coureur                      | Pos                |
| 11                 | Rigoberto Urán (COL)         | 22e                |
| 12                 | Hugh Carthy (GBR)            | 66e                |
| 13                 | Sergio Higuita (COL) (route) | 64e                |
| 14                 | Tanel Kangert (EST)          | 46e                |
| 15                 | Jens Keukeleire (BEL)        | 88e                |
| 16                 | Daniel Martínez (COL)        | 1er                |
| 17                 | Tejay van Garderen (USA)     | 82e                |

| Bora-Hansgrohe BOH | Bora-Hansgrohe BOH        | Bora-Hansgrohe BOH |
| ------------------ | ------------------------- | ------------------ |
| Num                | Coureur                   | Pos                |
| 21                 | Emanuel Buchmann (GER)    | AB-4               |
| 22                 | Felix Großschartner (AUT) | 61e                |
| 23                 | Lennard Kämna (GER)       | 8e                 |
| 24                 | Gregor Mühlberger (AUT)   | AB-4               |
| 25                 | Daniel Oss (ITA)          | AB-5               |
| 26                 | Peter Sagan (SVK)         | AB-5               |
| 27                 | Andreas Schillinger (GER) | AB-4               |

| Team Ineos INS | Team Ineos INS             | Team Ineos INS |
| -------------- | -------------------------- | -------------- |
| Num            | Coureur                    | Pos            |
| 31             | Egan Bernal (COL)          | NP-4           |
| 32             | Jonathan Castroviejo (ESP) | 43e            |
| 33             | Christopher Froome (GBR)   | 71e            |
| 34             | Michał Kwiatkowski (POL)   | AB-5           |
| 35             | Pavel Sivakov (RUS)        | 11e            |
| 36             | Geraint Thomas (GBR)       | 37e            |
| 37             | Dylan van Baarle (NED)     | 45e            |

| Groupama-FDJ GFC | Groupama-FDJ GFC                    | Groupama-FDJ GFC |
| ---------------- | ----------------------------------- | ---------------- |
| Num              | Coureur                             | Pos              |
| 41               | Thibaut Pinot (FRA)                 | 2e               |
| 42               | Bruno Armirail (FRA)                | 67e              |
| 43               | Antoine Duchesne (CAN)              | AB-4             |
| 44               | Stefan Küng (SUI)                   | 41e              |
| 45               | Matthieu Ladagnous (FRA)            | 102e             |
| 46               | Valentin Madouas (FRA)              | 21e              |
| 47               | Sébastien Reichenbach (SUI) (route) | 13e              |

| Deceuninck-Quick Step DQT | Deceuninck-Quick Step DQT | Deceuninck-Quick Step DQT |
| ------------------------- | ------------------------- | ------------------------- |
| Num                       | Coureur                   | Pos                       |
| 51                        | Julian Alaphilippe (FRA)  | 24e                       |
| 52                        | Kasper Asgreen (DEN)      | 99e                       |
| 53                        | Rémi Cavagna (FRA)        | 100e                      |
| 54                        | Tim Declercq (BEL)        | 104e                      |
| 55                        | Bob Jungels (LUX) (route) | 42e                       |
| 56                        | James Knox (GBR)          | 76e                       |
| 57                        | Mauri Vansevenant (BEL)   | NP-2                      |

| Jumbo-Visma TJV | Jumbo-Visma TJV             | Jumbo-Visma TJV |
| --------------- | --------------------------- | --------------- |
| Num             | Coureur                     | Pos             |
| 61              | Primož Roglič (SLO) (route) | NP-5            |
| 62              | Tom Dumoulin (NED)          | 7e              |
| 63              | Robert Gesink (NED)         | 56e             |
| 64              | Steven Kruijswijk (NED)     | AB-4            |
| 65              | Sepp Kuss (USA)             | 10e             |
| 66              | Tony Martin (GER)           | HD-5            |
| 67              | Wout van Aert (BEL)         | 32e             |

| AG2R La Mondiale ALM | AG2R La Mondiale ALM         | AG2R La Mondiale ALM |
| -------------------- | ---------------------------- | -------------------- |
| Num                  | Coureur                      | Pos                  |
| 71                   | Romain Bardet (FRA)          | 6e                   |
| 72                   | Mikaël Cherel (FRA)          | 36e                  |
| 73                   | Benoît Cosnefroy (FRA)       | NP-5                 |
| 74                   | Tony Gallopin (FRA)          | 85e                  |
| 75                   | Pierre Latour (FRA)          | 70e                  |
| 76                   | Aurélien Paret-Peintre (FRA) | 68e                  |
| 77                   | Nans Peters (FRA)            | 65e                  |

| UAE Team Emirates UAD | UAE Team Emirates UAD      | UAE Team Emirates UAD |
| --------------------- | -------------------------- | --------------------- |
| Num                   | Coureur                    | Pos                   |
| 81                    | Tadej Pogačar (SLO)        | 4e                    |
| 82                    | Sven Erik Bystrøm (NOR)    | AB-4                  |
| 83                    | David de la Cruz (ESP)     | 25e                   |
| 84                    | Davide Formolo (ITA)       | 26e                   |
| 85                    | Alexander Kristoff (NOR)   | HD-5                  |
| 86                    | Vegard Stake Laengen (NOR) | 69e                   |
| 87                    | Jan Polanc (SLO)           | 47e                   |

| Movistar Team MOV | Movistar Team MOV                | Movistar Team MOV |
| ----------------- | -------------------------------- | ----------------- |
| Num               | Coureur                          | Pos               |
| 91                | Alejandro Valverde (ESP) (route) | 12e               |
| 92                | Enric Mas (ESP)                  | 20e               |
| 93                | Nélson Oliveira (POR)            | AB-4              |
| 94                | Antonio Pedrero (ESP)            | 48e               |
| 95                | José Joaquín Rojas (ESP)         | 83e               |
| 96                | Marc Soler (ESP)                 | AB-5              |
| 97                | Carlos Verona (ESP)              | 62e               |

| Mitchelton-Scott MTS | Mitchelton-Scott MTS          | Mitchelton-Scott MTS |
| -------------------- | ----------------------------- | -------------------- |
| Num                  | Coureur                       | Pos                  |
| 101                  | Adam Yates (GBR)              | 17e                  |
| 102                  | Brent Bookwalter (USA)        | 77e                  |
| 103                  | Jack Haig (AUS)               | 27e                  |
| 104                  | Damien Howson (AUS)           | AB-5                 |
| 105                  | Daryl Impey (RSA)             | 89e                  |
| 106                  | Christopher Juul Jensen (DEN) | 95e                  |
| 107                  | Nick Schultz (AUS)            | AB-5                 |

| Trek-Segafredo TFS | Trek-Segafredo TFS     | Trek-Segafredo TFS |
| ------------------ | ---------------------- | ------------------ |
| Num                | Coureur                | Pos                |
| 111                | Richie Porte (AUS)     | 15e                |
| 112                | Niklas Eg (DEN)        | 51e                |
| 113                | Kenny Elissonde (FRA)  | 16e                |
| 114                | Juan Pedro López (ESP) | NP-3               |
| 115                | Michel Ries (LUX)      | 72e                |
| 116                | Toms Skujiņš (LAT)     | 63e                |
| 117                | Pieter Weening (NED)   | 94e                |

| Team Sunweb SUN | Team Sunweb SUN            | Team Sunweb SUN |
| --------------- | -------------------------- | --------------- |
| Num             | Coureur                    | Pos             |
| 121             | Tiesj Benoot (BEL)         | AB-3            |
| 122             | Nikias Arndt (GER)         | 96e             |
| 123             | Mark Donovan (GBR)         | 59e             |
| 124             | Marc Hirschi (SUI)         | 23e             |
| 125             | Søren Kragh Andersen (DEN) | 80e             |
| 126             | Nicolas Roche (IRL)        | 39e             |
| 127             | Jasha Sütterlin (GER)      | 98e             |

| Arkéa-Samsic ARK | Arkéa-Samsic ARK             | Arkéa-Samsic ARK |
| ---------------- | ---------------------------- | ---------------- |
| Num              | Coureur                      | Pos              |
| 131              | Nairo Quintana (COL)         | AB-5             |
| 132              | Winner Anacona (COL)         | AB-5             |
| 133              | Warren Barguil (FRA) (route) | 9e               |
| 134              | Maxime Bouet (FRA)           | AB-5             |
| 135              | Dayer Quintana (COL)         | AB-5             |
| 136              | Diego Rosa (ITA)             | AB-5             |
| 137              | Clément Russo (FRA)          | HD-5             |

| NTT Pro Cycling NTT | NTT Pro Cycling NTT        | NTT Pro Cycling NTT |
| ------------------- | -------------------------- | ------------------- |
| Num                 | Coureur                    | Pos                 |
| 141                 | Roman Kreuziger (CZE)      | AB-5                |
| 142                 | Michael Gogl (AUT)         | AB-5                |
| 143                 | Edvald Boasson Hagen (NOR) | AB-5                |
| 144                 | Michael Valgren (DEN)      | AB-5                |
| 145                 | Louis Meintjes (RSA)       | 49e                 |
| 146                 | Ben O'Connor (AUS)         | 92e                 |
| 147                 | Domenico Pozzovivo (ITA)   | 40e                 |

| Bahrain McLaren TBM | Bahrain McLaren TBM   | Bahrain McLaren TBM |
| ------------------- | --------------------- | ------------------- |
| Num                 | Coureur               | Pos                 |
| 151                 | Mikel Landa (ESP)     | 18e                 |
| 152                 | Pello Bilbao (ESP)    | 33e                 |
| 153                 | Damiano Caruso (ITA)  | 29e                 |
| 154                 | Sonny Colbrelli (ITA) | 101e                |
| 155                 | Matej Mohorič (SLO)   | 55e                 |
| 156                 | Dylan Teuns (BEL)     | 91e                 |
| 157                 | Rafael Valls (ESP)    | 52e                 |

| Cofidis COF | Cofidis COF                     | Cofidis COF |
| ----------- | ------------------------------- | ----------- |
| Num         | Coureur                         | Pos         |
| 161         | Guillaume Martin-Guyonnet (FRA) | 3e          |
| 162         | Nicolas Edet (FRA)              | 34e         |
| 163         | Victor Lafay (FRA)              | 75e         |
| 164         | Luis Ángel Maté (ESP)           | 86e         |
| 165         | Anthony Perez (FRA)             | 73e         |
| 166         | Pierre-Luc Périchon (FRA)       | AB-5        |
| 167         | Stéphane Rossetto (FRA)         | 44e         |

| Israel Start-Up Nation ISN | Israel Start-Up Nation ISN | Israel Start-Up Nation ISN |
| -------------------------- | -------------------------- | -------------------------- |
| Num                        | Coureur                    | Pos                        |
| 171                        | Dan Martin (IRL)           | NP-3                       |
| 172                        | André Greipel (GER)        | AB-4                       |
| 173                        | Hugo Hofstetter (FRA)      | 93e                        |
| 174                        | Krists Neilands (LAT)      | 60e                        |
| 175                        | Guy Niv (ISR)              | 97e                        |
| 176                        | Nils Politt (GER)          | NP-4                       |
| 177                        | Mads Würtz Schmidt (DEN)   | 74e                        |

| Lotto-Soudal LTS | Lotto-Soudal LTS         | Lotto-Soudal LTS |
| ---------------- | ------------------------ | ---------------- |
| Num              | Coureur                  | Pos              |
| 181              | Carl Fredrik Hagen (NOR) | 30e              |
| 182              | Sander Armée (BEL)       | AB-5             |
| 183              | Thomas De Gendt (BEL)    | 58e              |
| 184              | Rémy Mertz (BEL)         | AB-5             |
| 185              | Brent Van Moer (BEL)     | AB-1             |
| 186              | Harm Vanhoucke (BEL)     | 50e              |
| 187              | Jelle Wallays (BEL)      | AB-4             |

| Total Direct Énergie TDE | Total Direct Énergie TDE | Total Direct Énergie TDE |
| ------------------------ | ------------------------ | ------------------------ |
| Num                      | Coureur                  | Pos                      |
| 191                      | Rein Taaramäe (EST)      | AB-5                     |
| 192                      | Niccolò Bonifazio (ITA)  | AB-1                     |
| 193                      | Mathieu Burgaudeau (FRA) | AB-3                     |
| 194                      | Jérôme Cousin (FRA)      | HD-2                     |
| 195                      | Fabien Grellier (FRA)    | AB-5                     |
| 196                      | Romain Sicard (FRA)      | 38e                      |
| 197                      | Geoffrey Soupe (FRA)     | HD-5                     |

| CCC Team CCC | CCC Team CCC             | CCC Team CCC |
| ------------ | ------------------------ | ------------ |
| Num          | Coureur                  | Pos          |
| 201          | Fausto Masnada (ITA)     | 28e          |
| 202          | William Barta (USA)      | 53e          |
| 203          | Víctor de la Parte (ESP) | 19e          |
| 204          | Jan Hirt (CZE)           | AB-1         |
| 205          | Pavel Kochetkov (RUS)    | 78e          |
| 206          | Michael Schär (SUI)      | 90e          |
| 207          | Łukasz Wiśniowski (POL)  | AB-5         |

| Circus-Wanty Gobert CWG | Circus-Wanty Gobert CWG | Circus-Wanty Gobert CWG |
| ----------------------- | ----------------------- | ----------------------- |
| Num                     | Coureur                 | Pos                     |
| 211                     | Jan Bakelants (BEL)     | 54e                     |
| 212                     | Jérémy Bellicaud (FRA)  | AB-4                    |
| 213                     | Thomas Degand (BEL)     | 79e                     |
| 214                     | Fabien Doubey (FRA)     | 84e                     |
| 215                     | Alexander Evans (AUS)   | HD-5                    |
| 216                     | Quinten Hermans (BEL)   | AB-1                    |
| 217                     | Xandro Meurisse (BEL)   | AB-5                    |

| B&B Hotels-Vital Concept p/b KTM BVC | B&B Hotels-Vital Concept p/b KTM BVC | B&B Hotels-Vital Concept p/b KTM BVC |
| ------------------------------------ | ------------------------------------ | ------------------------------------ |
| Num                                  | Coureur                              | Pos                                  |
| 221                                  | Pierre Rolland (FRA)                 | 14e                                  |
| 222                                  | Maxime Chevalier (FRA)               | HD-5                                 |
| 223                                  | Arnaud Courteille (FRA)              | 105e                                 |
| 224                                  | Cyril Gautier (FRA)                  | 87e                                  |
| 225                                  | Quentin Pacher (FRA)                 | AB-3                                 |
| 226                                  | Sebastian Schönberger (AUT)          | HD-5                                 |
| 227                                  | Tom-Jelte Slagter (NED)              | 106e                                 |

| Astana AST | Astana AST                    | Astana AST |
| ---------- | ----------------------------- | ---------- |
| Num        | Coureur                       | Pos        |
| 1          | Miguel Ángel López (COL)      | 5e         |
| 2          | Omar Fraile (ESP)             | NP-5       |
| 3          | Gorka Izagirre (ESP)          | 31e        |
| 4          | Merhawi Kudus (ERI)           | 81e        |
| 5          | Alexey Lutsenko (KAZ) (route) | 35e        |
| 6          | Luis León Sánchez (ESP)       | 57e        |
| 7          | Nikita Stalnow (KAZ)          | 103e       |

| EF Pro Cycling EF1 | EF Pro Cycling EF1           | EF Pro Cycling EF1 |
| ------------------ | ---------------------------- | ------------------ |
| Num                | Coureur                      | Pos                |
| 11                 | Rigoberto Urán (COL)         | 22e                |
| 12                 | Hugh Carthy (GBR)            | 66e                |
| 13                 | Sergio Higuita (COL) (route) | 64e                |
| 14                 | Tanel Kangert (EST)          | 46e                |
| 15                 | Jens Keukeleire (BEL)        | 88e                |
| 16                 | Daniel Martínez (COL)        | 1er                |
| 17                 | Tejay van Garderen (USA)     | 82e                |

| Bora-Hansgrohe BOH | Bora-Hansgrohe BOH        | Bora-Hansgrohe BOH |
| ------------------ | ------------------------- | ------------------ |
| Num                | Coureur                   | Pos                |
| 21                 | Emanuel Buchmann (GER)    | AB-4               |
| 22                 | Felix Großschartner (AUT) | 61e                |
| 23                 | Lennard Kämna (GER)       | 8e                 |
| 24                 | Gregor Mühlberger (AUT)   | AB-4               |
| 25                 | Daniel Oss (ITA)          | AB-5               |
| 26                 | Peter Sagan (SVK)         | AB-5               |
| 27                 | Andreas Schillinger (GER) | AB-4               |

| Team Ineos INS | Team Ineos INS             | Team Ineos INS |
| -------------- | -------------------------- | -------------- |
| Num            | Coureur                    | Pos            |
| 31             | Egan Bernal (COL)          | NP-4           |
| 32             | Jonathan Castroviejo (ESP) | 43e            |
| 33             | Christopher Froome (GBR)   | 71e            |
| 34             | Michał Kwiatkowski (POL)   | AB-5           |
| 35             | Pavel Sivakov (RUS)        | 11e            |
| 36             | Geraint Thomas (GBR)       | 37e            |
| 37             | Dylan van Baarle (NED)     | 45e            |

| Groupama-FDJ GFC | Groupama-FDJ GFC                    | Groupama-FDJ GFC |
| ---------------- | ----------------------------------- | ---------------- |
| Num              | Coureur                             | Pos              |
| 41               | Thibaut Pinot (FRA)                 | 2e               |
| 42               | Bruno Armirail (FRA)                | 67e              |
| 43               | Antoine Duchesne (CAN)              | AB-4             |
| 44               | Stefan Küng (SUI)                   | 41e              |
| 45               | Matthieu Ladagnous (FRA)            | 102e             |
| 46               | Valentin Madouas (FRA)              | 21e              |
| 47               | Sébastien Reichenbach (SUI) (route) | 13e              |

| Deceuninck-Quick Step DQT | Deceuninck-Quick Step DQT | Deceuninck-Quick Step DQT |
| ------------------------- | ------------------------- | ------------------------- |
| Num                       | Coureur                   | Pos                       |
| 51                        | Julian Alaphilippe (FRA)  | 24e                       |
| 52                        | Kasper Asgreen (DEN)      | 99e                       |
| 53                        | Rémi Cavagna (FRA)        | 100e                      |
| 54                        | Tim Declercq (BEL)        | 104e                      |
| 55                        | Bob Jungels (LUX) (route) | 42e                       |
| 56                        | James Knox (GBR)          | 76e                       |
| 57                        | Mauri Vansevenant (BEL)   | NP-2                      |

| Jumbo-Visma TJV | Jumbo-Visma TJV             | Jumbo-Visma TJV |
| --------------- | --------------------------- | --------------- |
| Num             | Coureur                     | Pos             |
| 61              | Primož Roglič (SLO) (route) | NP-5            |
| 62              | Tom Dumoulin (NED)          | 7e              |
| 63              | Robert Gesink (NED)         | 56e             |
| 64              | Steven Kruijswijk (NED)     | AB-4            |
| 65              | Sepp Kuss (USA)             | 10e             |
| 66              | Tony Martin (GER)           | HD-5            |
| 67              | Wout van Aert (BEL)         | 32e             |

| AG2R La Mondiale ALM | AG2R La Mondiale ALM         | AG2R La Mondiale ALM |
| -------------------- | ---------------------------- | -------------------- |
| Num                  | Coureur                      | Pos                  |
| 71                   | Romain Bardet (FRA)          | 6e                   |
| 72                   | Mikaël Cherel (FRA)          | 36e                  |
| 73                   | Benoît Cosnefroy (FRA)       | NP-5                 |
| 74                   | Tony Gallopin (FRA)          | 85e                  |
| 75                   | Pierre Latour (FRA)          | 70e                  |
| 76                   | Aurélien Paret-Peintre (FRA) | 68e                  |
| 77                   | Nans Peters (FRA)            | 65e                  |

| UAE Team Emirates UAD | UAE Team Emirates UAD      | UAE Team Emirates UAD |
| --------------------- | -------------------------- | --------------------- |
| Num                   | Coureur                    | Pos                   |
| 81                    | Tadej Pogačar (SLO)        | 4e                    |
| 82                    | Sven Erik Bystrøm (NOR)    | AB-4                  |
| 83                    | David de la Cruz (ESP)     | 25e                   |
| 84                    | Davide Formolo (ITA)       | 26e                   |
| 85                    | Alexander Kristoff (NOR)   | HD-5                  |
| 86                    | Vegard Stake Laengen (NOR) | 69e                   |
| 87                    | Jan Polanc (SLO)           | 47e                   |

| Movistar Team MOV | Movistar Team MOV                | Movistar Team MOV |
| ----------------- | -------------------------------- | ----------------- |
| Num               | Coureur                          | Pos               |
| 91                | Alejandro Valverde (ESP) (route) | 12e               |
| 92                | Enric Mas (ESP)                  | 20e               |
| 93                | Nélson Oliveira (POR)            | AB-4              |
| 94                | Antonio Pedrero (ESP)            | 48e               |
| 95                | José Joaquín Rojas (ESP)         | 83e               |
| 96                | Marc Soler (ESP)                 | AB-5              |
| 97                | Carlos Verona (ESP)              | 62e               |

| Mitchelton-Scott MTS | Mitchelton-Scott MTS          | Mitchelton-Scott MTS |
| -------------------- | ----------------------------- | -------------------- |
| Num                  | Coureur                       | Pos                  |
| 101                  | Adam Yates (GBR)              | 17e                  |
| 102                  | Brent Bookwalter (USA)        | 77e                  |
| 103                  | Jack Haig (AUS)               | 27e                  |
| 104                  | Damien Howson (AUS)           | AB-5                 |
| 105                  | Daryl Impey (RSA)             | 89e                  |
| 106                  | Christopher Juul Jensen (DEN) | 95e                  |
| 107                  | Nick Schultz (AUS)            | AB-5                 |

| Trek-Segafredo TFS | Trek-Segafredo TFS     | Trek-Segafredo TFS |
| ------------------ | ---------------------- | ------------------ |
| Num                | Coureur                | Pos                |
| 111                | Richie Porte (AUS)     | 15e                |
| 112                | Niklas Eg (DEN)        | 51e                |
| 113                | Kenny Elissonde (FRA)  | 16e                |
| 114                | Juan Pedro López (ESP) | NP-3               |
| 115                | Michel Ries (LUX)      | 72e                |
| 116                | Toms Skujiņš (LAT)     | 63e                |
| 117                | Pieter Weening (NED)   | 94e                |

| Team Sunweb SUN | Team Sunweb SUN            | Team Sunweb SUN |
| --------------- | -------------------------- | --------------- |
| Num             | Coureur                    | Pos             |
| 121             | Tiesj Benoot (BEL)         | AB-3            |
| 122             | Nikias Arndt (GER)         | 96e             |
| 123             | Mark Donovan (GBR)         | 59e             |
| 124             | Marc Hirschi (SUI)         | 23e             |
| 125             | Søren Kragh Andersen (DEN) | 80e             |
| 126             | Nicolas Roche (IRL)        | 39e             |
| 127             | Jasha Sütterlin (GER)      | 98e             |

| Arkéa-Samsic ARK | Arkéa-Samsic ARK             | Arkéa-Samsic ARK |
| ---------------- | ---------------------------- | ---------------- |
| Num              | Coureur                      | Pos              |
| 131              | Nairo Quintana (COL)         | AB-5             |
| 132              | Winner Anacona (COL)         | AB-5             |
| 133              | Warren Barguil (FRA) (route) | 9e               |
| 134              | Maxime Bouet (FRA)           | AB-5             |
| 135              | Dayer Quintana (COL)         | AB-5             |
| 136              | Diego Rosa (ITA)             | AB-5             |
| 137              | Clément Russo (FRA)          | HD-5             |

| NTT Pro Cycling NTT | NTT Pro Cycling NTT        | NTT Pro Cycling NTT |
| ------------------- | -------------------------- | ------------------- |
| Num                 | Coureur                    | Pos                 |
| 141                 | Roman Kreuziger (CZE)      | AB-5                |
| 142                 | Michael Gogl (AUT)         | AB-5                |
| 143                 | Edvald Boasson Hagen (NOR) | AB-5                |
| 144                 | Michael Valgren (DEN)      | AB-5                |
| 145                 | Louis Meintjes (RSA)       | 49e                 |
| 146                 | Ben O'Connor (AUS)         | 92e                 |
| 147                 | Domenico Pozzovivo (ITA)   | 40e                 |

| Bahrain McLaren TBM | Bahrain McLaren TBM   | Bahrain McLaren TBM |
| ------------------- | --------------------- | ------------------- |
| Num                 | Coureur               | Pos                 |
| 151                 | Mikel Landa (ESP)     | 18e                 |
| 152                 | Pello Bilbao (ESP)    | 33e                 |
| 153                 | Damiano Caruso (ITA)  | 29e                 |
| 154                 | Sonny Colbrelli (ITA) | 101e                |
| 155                 | Matej Mohorič (SLO)   | 55e                 |
| 156                 | Dylan Teuns (BEL)     | 91e                 |
| 157                 | Rafael Valls (ESP)    | 52e                 |

| Cofidis COF | Cofidis COF                     | Cofidis COF |
| ----------- | ------------------------------- | ----------- |
| Num         | Coureur                         | Pos         |
| 161         | Guillaume Martin-Guyonnet (FRA) | 3e          |
| 162         | Nicolas Edet (FRA)              | 34e         |
| 163         | Victor Lafay (FRA)              | 75e         |
| 164         | Luis Ángel Maté (ESP)           | 86e         |
| 165         | Anthony Perez (FRA)             | 73e         |
| 166         | Pierre-Luc Périchon (FRA)       | AB-5        |
| 167         | Stéphane Rossetto (FRA)         | 44e         |

| Israel Start-Up Nation ISN | Israel Start-Up Nation ISN | Israel Start-Up Nation ISN |
| -------------------------- | -------------------------- | -------------------------- |
| Num                        | Coureur                    | Pos                        |
| 171                        | Dan Martin (IRL)           | NP-3                       |
| 172                        | André Greipel (GER)        | AB-4                       |
| 173                        | Hugo Hofstetter (FRA)      | 93e                        |
| 174                        | Krists Neilands (LAT)      | 60e                        |
| 175                        | Guy Niv (ISR)              | 97e                        |
| 176                        | Nils Politt (GER)          | NP-4                       |
| 177                        | Mads Würtz Schmidt (DEN)   | 74e                        |

| Lotto-Soudal LTS | Lotto-Soudal LTS         | Lotto-Soudal LTS |
| ---------------- | ------------------------ | ---------------- |
| Num              | Coureur                  | Pos              |
| 181              | Carl Fredrik Hagen (NOR) | 30e              |
| 182              | Sander Armée (BEL)       | AB-5             |
| 183              | Thomas De Gendt (BEL)    | 58e              |
| 184              | Rémy Mertz (BEL)         | AB-5             |
| 185              | Brent Van Moer (BEL)     | AB-1             |
| 186              | Harm Vanhoucke (BEL)     | 50e              |
| 187              | Jelle Wallays (BEL)      | AB-4             |

| Total Direct Énergie TDE | Total Direct Énergie TDE | Total Direct Énergie TDE |
| ------------------------ | ------------------------ | ------------------------ |
| Num                      | Coureur                  | Pos                      |
| 191                      | Rein Taaramäe (EST)      | AB-5                     |
| 192                      | Niccolò Bonifazio (ITA)  | AB-1                     |
| 193                      | Mathieu Burgaudeau (FRA) | AB-3                     |
| 194                      | Jérôme Cousin (FRA)      | HD-2                     |
| 195                      | Fabien Grellier (FRA)    | AB-5                     |
| 196                      | Romain Sicard (FRA)      | 38e                      |
| 197                      | Geoffrey Soupe (FRA)     | HD-5                     |

| CCC Team CCC | CCC Team CCC             | CCC Team CCC |
| ------------ | ------------------------ | ------------ |
| Num          | Coureur                  | Pos          |
| 201          | Fausto Masnada (ITA)     | 28e          |
| 202          | William Barta (USA)      | 53e          |
| 203          | Víctor de la Parte (ESP) | 19e          |
| 204          | Jan Hirt (CZE)           | AB-1         |
| 205          | Pavel Kochetkov (RUS)    | 78e          |
| 206          | Michael Schär (SUI)      | 90e          |
| 207          | Łukasz Wiśniowski (POL)  | AB-5         |

| Circus-Wanty Gobert CWG | Circus-Wanty Gobert CWG | Circus-Wanty Gobert CWG |
| ----------------------- | ----------------------- | ----------------------- |
| Num                     | Coureur                 | Pos                     |
| 211                     | Jan Bakelants (BEL)     | 54e                     |
| 212                     | Jérémy Bellicaud (FRA)  | AB-4                    |
| 213                     | Thomas Degand (BEL)     | 79e                     |
| 214                     | Fabien Doubey (FRA)     | 84e                     |
| 215                     | Alexander Evans (AUS)   | HD-5                    |
| 216                     | Quinten Hermans (BEL)   | AB-1                    |
| 217                     | Xandro Meurisse (BEL)   | AB-5                    |

| B&B Hotels-Vital Concept p/b KTM BVC | B&B Hotels-Vital Concept p/b KTM BVC | B&B Hotels-Vital Concept p/b KTM BVC |
| ------------------------------------ | ------------------------------------ | ------------------------------------ |
| Num                                  | Coureur                              | Pos                                  |
| 221                                  | Pierre Rolland (FRA)                 | 14e                                  |
| 222                                  | Maxime Chevalier (FRA)               | HD-5                                 |
| 223                                  | Arnaud Courteille (FRA)              | 105e                                 |
| 224                                  | Cyril Gautier (FRA)                  | 87e                                  |
| 225                                  | Quentin Pacher (FRA)                 | AB-3                                 |
| 226                                  | Sebastian Schönberger (AUT)          | HD-5                                 |
| 227                                  | Tom-Jelte Slagter (NED)              | 106e                                 |